# 마르코 판 바스턴
마르셀 '마르코' 판 바스턴(네덜란드어: Marcel van Basten, 1964년 10월 31일 ~ )은 마르코 판 바스턴(네덜란드어: Marco van Basten, 네덜란드어 발음: [ˈmɑrkoː vɑm ˈbɑstə(n)] ( 듣기))으로도 알려진 네덜란드의 축구인으로, 현역 시절 포지션은 중앙 공격수였다.
아약스와 밀란에서 선수 생활을 하였으며 현대 축구에서 가장 뛰어난 스트라이커 중의 한 명으로 여겨진다. 기술적으로 흠잡을 곳이 없었던 선수로 평가받고 있으며 선수 시절 신기에 가까운 골을 수도 없이 많이 터뜨렸다. 특히 UEFA 유로 1988 결승 소련 전에서 아르놀트 뮈런의 로빙 패스를 받아 사각 지대에서 터뜨린 발리골은 지금도 유명하다.
2004년에 네덜란드 축구 국가대표팀 감독으로 취임하였으며 UEFA 유로 2008까지 국가대표팀을 이끌었다. 2008년 7월 1일에 자신의 친정 팀인 AFC 아약스의 감독으로 부임하였으나 2009년 5월 팀의 챔피언스리그 진출에 실패한 책임을 지고 물러났다.
2016년 이후에는 행정가로 활동하고 있다.

## 선수 경력

### 클럽
1982년 AFC 아약스에서 데뷔한 판 바스턴은 1987년까지 133경기에서 128골 득점해 83-84시즌부터 86-87시즌까지 4시즌 연속 득점왕에 올랐으며, 3번의 에레디비시 우승과 1번의 UEFA 컵위너스컵 우승을 차지한다. 이후 세리에 A의 AC 밀란으로 이적하여 6시즌 동안 147경기에서 90골을 득점, 2번의 UEFA 챔피언스리그 우승, 3번의 세리에 A 우승을 거두었다. 하지만 선수 생활 내내 부상에 시달렸던 판 바스턴은 커리어 연장을 위해 받은 연골 이식 수술이 실패하면서 1994-95 시즌을 끝으로 은퇴를 선언한다. 판바스턴은 선수 시절 총 3번의 발롱도르와 1번의 FIFA 올해의 선수를 수상했다.

### 국가대표팀
유로 1988에서 5경기 5골 1어시스트를 기록, 대회 득점왕을 차지하며 네덜란드를 우승으로 이끈다.

## 수상

### 우승
- 에레디비시 우승 3회 (1981-82, 1983-84, 1984-85)
- UEFA 컵위너스컵 우승 1회 (1986-87) (이상 AFC 아약스)
- 세리에 A 우승 3회 (1987-88, 1991-92, 1992-93)
- 수페르코파 이탈리아나 우승 3회 (1988-89, 1991-92, 1992-93)
- UEFA 챔피언스리그 우승 2회 (1988-89, 1989-90)
- UEFA 슈퍼컵 우승 2회 (1989-90, 1990-91)
- 인터콘티넨털컵 우승 2회 (1988-99, 1989-90) (이상 AC 밀란)
- UEFA 유럽 축구 선수권 대회 우승 1회 (1988) (이상 네덜란드)

### 개인
- 발롱도르 : 1988, 1989, 1992
- FIFA 올해의 선수 : 1992
- UEFA 최우수 선수 : 1989, 1990, 1992
- 네덜란드 축구 올해의 선수 : 1985
- 에레디비시 득점왕 : 1983-84, 1984-85, 1985-86, 1986-87
- 세리에 A 득점왕 : 1989-90, 1991-92
- 유러피언컵 득점왕 : 1988-89
- 유러피언 골든부트 : 1985-86
- 월드 골든부트 : 1985-86
- 브라보 상 : 1987
- 옹즈도르 : 1988, 1989
- 옹즈 다르젠토 : 1987, 1992
- 옹즈 드 옹즈 : 1987, 1988, 1989, 1991, 1992
- IFFHS 올해의 최우수 선수 : 1988, 1989, 1990
- 월드 사커 올해의 선수 : 1992
- 유로 1988 득점왕
- 유로 1988 토너먼트의 팀
- 유로 1992 토너먼트의 팀
- IFFHS 레전드

#### 선정
- 발롱도르 드림팀 브론즈 : 2020
- UEFA 유로 역대 베스트 : 2016
- 프랑스풋볼 20세기 최고의 선수 - 8위
- 월드사커 20세기 최고의 선수 - 9위
- 플라카르 20세기 최고의 선수 - 26위
- 구에린 스포르티보 20세기 최고의 선수 - 11위
- AFS 역대 최고의 선수 - 12위
- UEFA 골든 주빌리 투표 4위
- 이탈리아 축구 명예의 전당
- 세계 축구 명예의 전당
- AC밀란 명예의 전당
- FIFA 100 : 2004

#### 발롱도르
- 1986 - 8위
- 1987 - 6위
- 1988 - 1위
- 1989 - 1위
- 1991 - 19위
- 1992 - 1위

## 감독 경력
- 2006년 FIFA 월드컵

2004년 7월 29일 네덜란드 축구 국가대표팀의 감독으로 취임하였다. 감독 경력이 일천(日淺)한 그가 사령탑에 오르자 우려하는 사람들도 많았으나, 독일 월드컵 지역 예선에서 압도적인 모습을 보이며 체코를 제치고 조 1위를 차지하였다. 본선에서도 죽음의 조라고 불린 C조에 편성되었으나, 세르비아 몬테네그로 및 코트디부아르를 제압하고 아르헨티나와 함께 16강전에 진출하였다. 그러나 16강전에서는 총 4명이나 퇴장당하는 격전(뉘른베르크의 전투) 끝에 포르투갈에 패하였다.
- UEFA 유로 2008

판바스턴은 이번 대회를 끝으로 네덜란드의 감독에서 물러나겠다는 의사를 표명한 상태였다. '마지막 도전'이라는 의지 표명에 힘입어 유로 2008 조별 예선에서의 네덜란드는 환상적인 공격력을 선보였다. 난적으로 예상되던 월드컵 우승 팀인 이탈리아와 준우승 팀인 프랑스를 각각 3-0, 4-1이라는 완벽한 스코어로 무너뜨리고 루마니아까지 2-0으로 이기면서, '조별리그 전승'으로 당당히 2라운드에 진출하였다. 하지만 2라운드에서 거스 히딩크의 러시아를 만나면서 그의 꿈은 산산이 깨져버렸다. 연장전까지 가는 접전을 벌였으나 막판에 내리 2골을 허용하면서 준결승 진출에 실패하였다. 이로써 첫 번째 감독으로서, 네덜란드 축구 국가대표팀 감독으로서의 도전은 막을 내렸다.

## 경력 통계

### 클럽 통계
| 소속팀  | 시즌       | 소속리그     | 리그 | 리그 | 국내컵 | 국내컵 | 대륙대회 | 대륙대회 | 기타대회 | 기타대회 | 통산 | 통산 |
| 소속팀  | 시즌       | 소속리그     | 출장 | 득점 | 출장   | 득점   | 출장     | 득점     | 출장     | 득점     | 출장 | 득점 |
| ------- | ---------- | ------------ | ---- | ---- | ------ | ------ | -------- | -------- | -------- | -------- | ---- | ---- |
| 1981–82 | AFC 아약스 | 에레디비지에 | 1    | 1    | 1      | 0      | -        | -        | -        | -        | 2    | 1    |
| 1982–83 | AFC 아약스 | 에레디비지에 | 20   | 9    | 5      | 4      | -        | -        | -        | -        | 25   | 13   |
| 1983–84 | AFC 아약스 | 에레디비지에 | 26   | 28   | 4      | 1      | 2        | 0        | -        | -        | 32   | 29   |
| 1984–85 | AFC 아약스 | 에레디비지에 | 33   | 22   | 4      | 2      | 4        | 5        | -        | -        | 41   | 29   |
| 1985–86 | AFC 아약스 | 에레디비지에 | 26   | 37   | 1      | 0      | 2        | 0        | -        | -        | 29   | 37   |
| 1986–87 | AFC 아약스 | 에레디비지에 | 27   | 31   | 7      | 6      | 9        | 6        | -        | -        | 43   | 43   |
| 합계    | 합계       | 합계         | 133  | 128  | 22     | 13     | 17       | 11       | -        | -        | 172  | 152  |
| 1987–88 | AC 밀란    | 세리에 A     | 11   | 3    | 5      | 5      | 3        | 0        | -        | -        | 19   | 8    |
| 1988–89 | AC 밀란    | 세리에 A     | 33   | 19   | 4      | 3      | 9        | 9        | 1        | 1        | 48   | 32   |
| 1989–90 | AC 밀란    | 세리에 A     | 26   | 19   | 4      | 1      | 9        | 4        | 1        | 0        | 40   | 24   |
| 1990–91 | AC 밀란    | 세리에 A     | 31   | 11   | 1      | 0      | 2        | 0        | 1        | 0        | 34   | 11   |
| 1991–92 | AC 밀란    | 세리에 A     | 31   | 25   | 7      | 4      | -        | -        | -        | -        | 38   | 29   |
| 1992–93 | AC 밀란    | 세리에 A     | 15   | 13   | 1      | 0      | 5        | 6        | 1        | 1        | 22   | 20   |
| 1993–94 | AC 밀란    | 세리에 A     | 0    | 0    | 0      | 0      | 0        | 0        | -        | -        | 0    | 0    |
| 1994–95 | AC 밀란    | 세리에 A     | 0    | 0    | 0      | 0      | 0        | 0        | -        | -        | 0    | 0    |
| 합계    | 합계       | 합계         | 147  | 90   | 22     | 13     | 28       | 17       | 4        | 2        | 201  | 124  |
| 통산    | 통산       | 통산         | 280  | 218  | 44     | 26     | 45       | 30       | 4        | 2        | 373  | 276  |

*대륙대회에는 UEFA 챔피언스리그, UEFA 컵 위너스컵, UEFA 컵, UEFA 슈퍼컵이 포함된다.

### 국가대표팀 통계
네덜란드 네덜란드 축구 국가대표팀
| 연도 | 출장 | 득점 |
| ---- | ---- | ---- |
| 1983 | 3    | 2    |
| 1984 | 3    | 0    |
| 1985 | 4    | 1    |
| 1986 | 4    | 2    |
| 1987 | 4    | 1    |
| 1988 | 9    | 5    |
| 1989 | 5    | 2    |
| 1990 | 11   | 8    |
| 1991 | 5    | 2    |
| 1992 | 10   | 1    |
| 통산 | 58   | 24   |

### 감독 통계
2009년 5월 3일 기준
| 소속팀     | 임기시작   | 임기종료   | 통계   | 통계 | 통계 | 통계 | 통계   |
| 소속팀     | 임기시작   | 임기종료   | 경기수 | 승   | 무   | 패   | 승률   |
| ---------- | ---------- | ---------- | ------ | ---- | ---- | ---- | ------ |
| 네덜란드   | 2004년 7월 | 2008년 7월 | 52     | 35   | 11   | 6    | 67.31% |
| AFC 아약스 | 2008년 7월 | 2009년 5월 | 32     | 20   | 4    | 8    | 62.50% |
| 통산       | 통산       | 통산       | 84     | 55   | 15   | 14   | 65.48% |

## 같이 보기
- 뤼트 휠릿
- 프랑크 레이카르트